# Palazzo del Podestà (Montevarchi)
Il Palazzo del Podestà di Montevarchi, per secoli sede storica della principale magistratura cittadina, poi della Pretura e, ad oggi, del Consiglio Comunale, è un palazzo pubblico che si affaccia su Piazza Varchi e sorge di fianco al campanile della Collegiata di San Lorenzo.

## Storia

### Il viscontado dei Conti Guidi

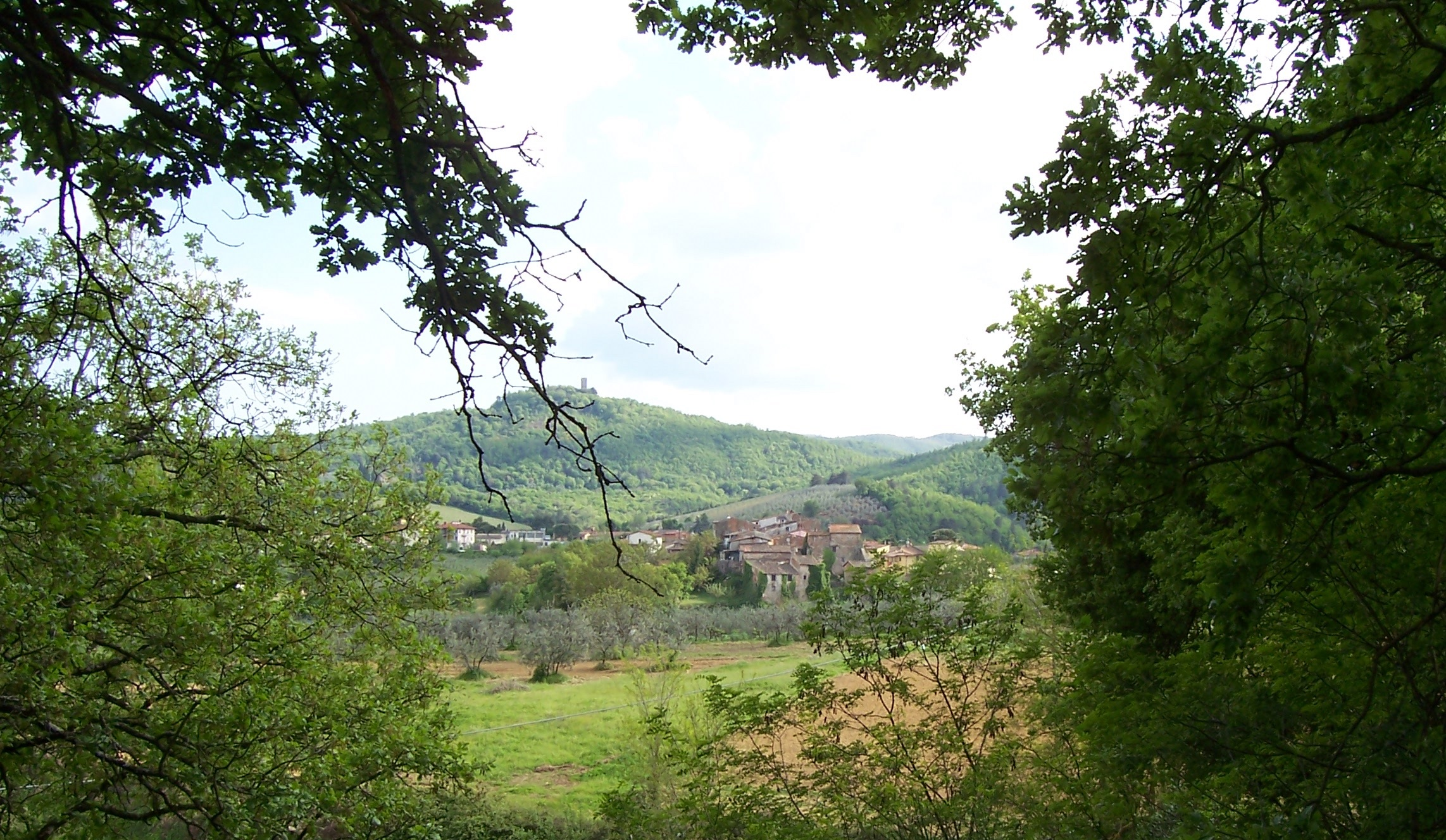
La Torre di San Biagio a Mercatale sede, nel XIII secolo, del podestà della Valdambra. Sullo sfondo la torre di Galatrona, entrambi nel comune di Bucine. Così doveva apparire anche Montevarchi ai tempi del castello e del mercatale

Il primo, documentato, podestà di Montevarchi fu Brunetto Latini che nel 1273 si insediò in città al momento del definitivo passaggio dai Conti Guidi alla Repubblica Fiorentina del Castellare e del borgo di Montevarchi. Questo comunque non vuol dire che la comunità montevarchina non avesse sperimentato prima questo tipo di magistratura.
Infatti nel 1208 il conte Guido Guerra III, prozio di quel Guido Guerra V che fece di Montevarchi la sua residenza, suddivise i possessi della famiglia in vari viscontadi e, in ognuna di queste regioni amministrative, affidò le funzioni di capo dello Stato, ovvero di tutore degli interessi del conte, a un visconte mentre, a capo del governo cioè dell'amministrazione degli affari pubblici, appuntò un podestà che doveva risiedere vicino ma separato dal visconte. Sebbene non esistano prove documentarie che attestino che anche Montevarchi rientrasse in questo tipo di suddivisione organizzativa, le similarità con Mercatale, appartenente al Viscontado della Valdambra di cui ci rimane lo Statuto, sono tali da poter supporre che anche Montevarchi avesse un suo visconte e un suo podestà dagli inizi del XIII secolo.

Da una pergamena della Badia di Passignano, conservata adesso nell'Archivio Diplomatico Fiorentino, rogata il 13 aprile 1207 "nel Mercato di Monte Varchi" si può chiaramente evincere che già all'epoca, nel fondovalle, esisteva una comunità ben organizzata tanto da avere un suo notaio che indicava il Mercatale montevarchino come luogo ufficiale e riconosciuto di rogazione. Pertanto non è del tutto campata in aria la supposizione che il visconte risiedesse nel castello sul Poggio di Cennano, come in Valdambra risiedeva a Bucine, e che il podestà invece avesse la sua residenza nel mercatale proprio come il podestà del viscontado vicino viveva alla Torre di San Biagio nel mercatale.

Il tutto si riallaccerebbe alla tradizione popolare che vuole che l'attuale Palazzo del Podestà altro non sia che un tardo rimaneggiamento di quella che era la residenza dei Guidi nella "Montevarchi di Sotto".

### L'amministrazione fiorentina
La podesteria di Montevarchi venne definitivamente istituzionalizzata con l'arrivo dei fiorentini e successivamente ribadita nei primi statuti del comune promulgati nel 1325. Tra i primi podestà chiamati a presiedere il governo cittadino nel '300 figurano Tebaldo da Monte Lupone e Cante de' Gabbrielli da Gubbio nel 1301 e il fiorentino messer Nicolò di Lottieri da Filicaia nel 1306. Ed è forse con loro, e sicuramente in quella prima metà del XIV secolo quando ancora la contigua San Lorenzo era in via di edificazione, che si realizzò il primo Palazzo Pubblico. E neanche l'unico visto che, sempre nel 1301, Montevarchi vantava Otto da Corinalto come capitano del popolo e Lapo da Vinci come gonfaloniere della Repubblica che, in quanto magistrature differenti, dovevano in qualche modo avere sedi separate secondo l'uso fiorentino.
Una serie di elementi architettonici tuttora esistenti permette di poter dire che, all'epoca della repubblica, il palazzo podestarile montevarchino, sebbene molto più piccolo, non era dissimile dal Bargello fiorentino tanto che il campanile di San Lorenzo, la cui guglia finale venne aggiunta solo nel 1560, poteva, in origine, essere addirittura la torre campanaria del palazzo. Non a caso il palazzo e il campanile, o meglio quello che dal 1440 sarà il vicolo del campanile, erano e sono tutt'oggi collegati da una porticina.
L'ampio locale al piano terreno, di poco sopraelevato rispetto al livello della piazza, era quasi sicuramente la grande loggia coperta dove si riunivano i cittadini del comune quando era necessario prendere decisioni a suffragio universale. Nell'Ottocento questo spazio venne chiuso e modificato per far posto a due celle carcerarie per la pretura che qui aveva sede, ma nonostante questo sono ancora oggi visibili le originali volte a crociera trecentesche.
Passato questo primo ambiente, sul fondo, si apriva un cortile a cielo aperto, oggi coperto, di forma rettangolare da cui, come a Firenze, saliva la scala che conduceva alle due grandi sale della struttura: quella del Podestà e quella del Comune. Continuando per la scala si raggiungeva l'appartamento del podestà che, come da statuti, aveva l'obbligo di abitare nello stesso palazzo. L'appartamento comprendeva anche un patio o loggia che guardava la piazza e che venne poi successivamente incorporata nella struttura. È qui infatti che per oltre un secolo ebbe sede quello che viene ricordato come Teatro Cini.

### La dominazione medicea

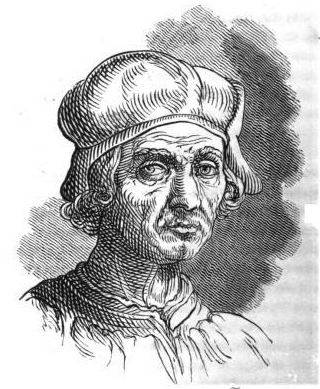
Baccio d'Agnolo

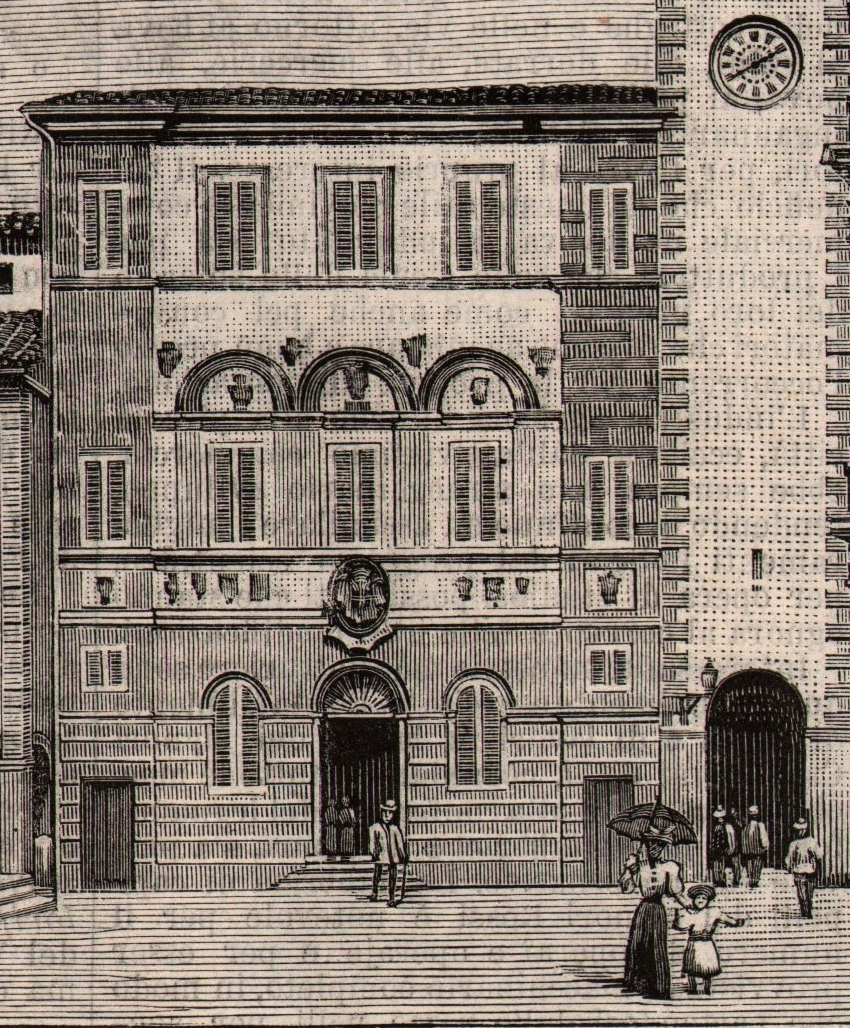
Il Palazzo del Podestà: dettaglio

Nel '500 il palazzo, come d'altra parte l'intera Montevarchi, subì una profonda trasformazione architettonica il cui risultato finale, sia nella facciata che nella decorazione degli interni, ricorda molto da vicino lo stile di Baccio d'Agnolo o di suo figlio Giuliano. L'esterno ha infatti molti tratti in comune con il fiorentino Palazzo Bartolini Salimbeni e le decorazioni interne, sia quelle pittoriche che i fregi, assomigliano a quelle presenti nel Palazzo di Valfonda o in Palazzo Borgherini-Rosselli del Turco sempre a Firenze. Queste coincidenze potrebbero non essere del tutto casuali.
Infatti, Giorgio Vasari, nella biografia dedicata a Baccio riporta una annotazione interessante: «[fece] altre infinite cose e publiche e private nella sua patria Fiorenza; della quale partendosi, andò a Roma, dove attese con molto studio alle cose d'architettura; e tornato, fece per la venuta di papa Leone decimo, in diversi luoghi, archi trionfali di legname». E Leone X, il 23 novembre 1515, fece appunto tappa a Montevarchi dove rimase fino a quasi tutto il giorno dopo tanto che probabilmente anche a Montevarchi venne tirato su uno degli archi di Baccio e forse proprio in quell'occasione le élite politiche montevarchine chiesero all'architetto ed ebanista quantomeno di buttare giù un progetto.
A favore di Giuliano invece depone una cronaca cinquecentesca, conservata all'Archivio di Stato di Firenze, che narra dell'insediamento nel palazzo di Montevarchi di Giovanni Battista d'Antonio Agnoli, omonimo quantomeno curioso dei due d'Agnolo, che succedeva nel 1565 a Simone di Girolamo Mori e che potrebbe dunque aver affidato al nipote il lavoro di ristrutturazione. Il cronista annota tuttavia che la sala madornale, l'ufficio del podestà, addobbata con drappi e arazzi aveva una soffittatura in legno a cassettonato andante, cioè semplice, come quella di adesso. Inoltre, alcuni colori delle pitture del soffitto sembrano campionarsi perfettamente a quelle del primo stemma dipinto sulle pareti che porta la data del 1533, e quindi, se la combinazione di questi due dati si rivelasse esatta, il rinnovamento del palazzo andrebbe fatto slittare ad almeno trent'anni prima chiamando i d'Agnolo fuorigioco.
Di accertato, su questo punto, però non c'è ancora nulla anche perché, in un tipico slancio di montevarchinità, a metà dell'Ottocento il soffitto ligneo venne completamente coperto da un primo controsoffitto e, a fine secolo, ulteriormente nascosto da uno strato di canniccio intonacato. Solo negli anni ottanta, dopo una serie di restauri, il soffitto e gli affreschi parietali, anche questi coperti con una serie di mani di calce, vennero di nuovo alla luce suscitando l'ormai, per molti versi, tardivo interesse degli storici e della città. Non solo. La stessa sala madornale, nel medesimo periodo, venne variamente frazionata con la conseguente perdita di più di metà degli intonaci affrescati e con loro gran parte degli stemmi podestarili via via aggiunti con il succedersi dei differenti magistrati.

### I podestà
Gli stemmi dipinti o murati sopravvissuti alle varie modificazioni strutturali dell'edificio coprono un periodo che va, con varie discontinuità, dal 1536 al 1733 e riportano le seguenti diciture:
- ALOYSIUS MEDICES A. S. MDXXXIII
- NICOLA ACTILII MEDICES 1536
- Stemma con il nome cancellato ma datato MDXXXVII
- ALESSANDRO D.G. CICCA PORCI 1539
- GIOVANNI SIMONE DI NICOLO' ALTOVITI P. 1541
- GIOVANNI D. G.ni DELLA ANTELLA P. 1542
- THOMMASO DI RICHARDO FAGNI PA 1542 e 43
- CARLO DI FRANCESCO GUIDACCI PA 1543 e 44
- ANTONIO FRANCESCO D'OTTAVIANO GERADINI P.tà 1545
- BARTOLOMEO DI BERNARDO CORSELINI P.à 1546 ed 47
- FR... HEHO DI IAHOPO PONTHI P.à MDXXXXVII e 48
- LUIGI DI FRANCESCO MORELLI PA MDLI et 52
- OTTAVIANO IACOPO ALT... D.M. 1561
- ANDREA D.I. AMADORI P. L'ANNO 1561.1562
- FILIPPO FRANCESCO P. L'ANNO 1563
- SIMONE DI GIROLAMO MORE... P. L'ANNO 1564 et 1565
- GIOVANBATTISTA D'ANTONIO AGNOLI P. 1565
- MARIANUS CLEMENTIS FALCHONI FALCONIBUS PA l'anno 1588 et 89
- VINCENTIUS GALLIUS THOME FILIUS PRETOR 1601
- DEL GARBO 1617 et 18
- HIPPOLITO DELLA ANTELLA P.à 1626
- BARTOLOMEO D. RAF.lo D. BART.eo BARTOLINI BALDELLI A. 1644 -
- AUGU. NUS IUSTIUS AEQUITIS IO. BAP.AE FILIUS PRAETOR ANNO D.NI MDCLII
- FRANC.CO DI EMILIO TIZZI P.tà anno 1660 e 1661 e 1662
- GIROLAMO DI FRANCESCO PIERALLI PODESTÀ L'ANNO 1667 et 1668
- DOMENICO TIZZI P.tà 1672 1673
- AL TEMPO DELL'ECC.MO SIG.RE AVV. PIER LICINO DI LORENZO SERATI P.tà l'anno 1673
- FRANC.CO TIZZI fu P.tà l'anno 1775 e 76
- AL TEMPO DI LUCA DI A. CATENI P.tà anno 1677
- FRANC.CO TIZZI fu P.tà l'anno 1678 - 1679
- ...0 di LORENZO ..stà l'anno 1679
- PIETRO OTTAV. del Dottor ANT. FRANC.CO PERUGINI P.tà l'anno 1693 e 94
- AL TEMPO DI CARLO FAUSTO BELTRAMINI POTESTÀ l'anno 1733 FAMIGLIA VILEGITA